# دجانغو فارميردام
دجانغو فارميردام (بالهولندية: Django Warmerdam)‏ (2 سبتمبر 1995 في هولندا - ) هو لاعب كرة قدم هولندي في مركز الوسط. شارك مع منتخب هولندا تحت 21 سنة لكرة القدم. أما مع النوادي، فقد لعب مع شباب أياكس.

## روابط خارجية
- دجانغو فارميردام على موقع قاعدة بيانات كرة القدم.إي يو (الإنجليزية)
- دجانغو فارميردام على موقع Soccerway.com (الإنجليزية)
- دجانغو فارميردام على موقع عالم كرة القدم.نت (الإنجليزية)